# La buona moglie
La buona moglie (La bona muger in dialetto) è una commedia veneziana in prosa in tre atti scritta da Carlo Goldoni nel 1749 e rappresentata per la prima volta quell'anno nel Teatro San Samuele di Venezia, dove riscosse un buon successo.
Si tratta della continuazione della commedia La putta onorata del 1748; illustra le debolezze di un'aristocrazia boriosa, ma ormai squattrinata e pienamente corrotta; dalla classe aristocratica si distingue invece la protagonista Bettina, donna attiva e di estrazione popolana.

## Trama
Bettina, madre di famiglia, è disperata perché da giorni suo marito, Pasqualino, l'ha abbandonata sola in casa. A nulla sembrano servire gli sforzi e gli aiuti di sua sorella Catte e di suo suocero Pantalone, che cerca di intervenire come può.
Pasqualino, ingenuo e istigato dall'amico Lelio, ha dato uno schiaffo a sua moglie e da allora resta lontano da casa cercando di darsi alla bella vita. Ben presto però viene adescato in casa del Marchese e della Marchesa che, ridotti sul lastrico, gli spillano parecchio denaro barando alle carte oppure ottenendo prestiti da lui.
In seguito Pantalone, sulle tracce di suo figlio Pasqualino, lo trova in osteria mentre si sta dando ai piaceri della vita e quasi riesce a rimetterlo in carreggiata. Tuttavia, all'ultimo momento, Lelio interviene e lo convince con la sua malizia a mandare al diavolo il padre per preferire, ancora una volta, una vita di divertimento e senza impegni.
Dal canto suo, Catte va a raccontare alla sorella che Pasqualino oramai avrebbe sperperato tutti i suoi averi e che la Marchesa sarebbe la sua amante. A giudizio di Catte, a questo punto basterebbe che Bettina andasse a letto con il Marchese, suo vecchio spasimante, per vendicarsi tanto di Pasqualino quanto della Marchesa. Bettina crede alle esagerazioni della sorella, ma rifiuta categoricamente questo tipo di soluzione.
Dopo che Catte ha cercato di intrecciare un rapporto con il Marchese, la situazione precipita: quest'ultimo è arrestato per via dei debiti non pagati, mentre Lelio viene ucciso in una rissa, per cui Pasqualino comincia lentamente ad aprire gli occhi. Disperata e completamente priva di mezzi in seguito all'arresto del marito, la Marchesa viene a chiedere aiuto a Bettina, che accetta generosamente di ospitarla in casa sua nonostante l'opposizione di Catte e i torti subiti dalla Marchesa stessa.  
Il ritorno a casa di Pasqualino introduce comunque il lieto fine: squattrinato, Pasqualino chiede perdono al padre e alla indulgente Bettina, che è felicissima per il ritorno a casa del marito e per l'oramai insperato ripristino della vita familiare.

## Poetica
La commedia s'inserisce pienamente nella scia della riforma goldoniana del teatro, con dialoghi studiati e uso assai parsimonioso di maschere. Alterna in continuazione il veneto, rappresentato in tutti i ceti, e l'italiano. Si distingue da molte altre commedie di Goldoni per il tono di fondo in prevalenza malinconico e drammatico.